# Autoroute A55
L'autoroute A 55 è un'autostrada francese che parte dal centro di Marsiglia e arriva a Martigues. Si pone in continuazione con l'A50 e procede in un primo momento verso nord, in parallelo con l'A7. Dopo lo svincolo con quest'ultima, si dirige ad ovest passando a sud di Marignane e terminando poi presso Martigues, da dove viene proseguita dalla N568.